# 科茲洛韋 (新普斯科夫區)
49°51′36″N 39°9′41″E / 49.86000°N 39.16139°E
科茲洛韋（烏克蘭語：Козлове）是位於烏克蘭東部的村莊，由盧甘斯克州舊比利斯克區的比洛盧齊克市鎮負責管轄。該村始建於1957年，面積2.53平方公里，海拔高度148米，2001年人口291，人口密度每平方公里115人。